# Arachnis maia
Arachnis maia är en fjärilsart som beskrevs av Ottolengui 1896. Arachnis maia ingår i släktet Arachnis och familjen björnspinnare. Inga underarter finns listade i Catalogue of Life.